# 坂口敏之
坂口 敏之（さかぐち としゆき、1909年3月29日 - 1999年）は、日本の医師、軍医。

## 来歴
熊本県玉名郡梅林村（現・玉名市）に生まれる。熊本県立玉名中学校（現・熊本県立玉名高等学校・附属中学校、1927年卒業）を経て、熊本医科大学を卒業した。
1937年7月には上海に派遣され患者輸送部隊の医師として、負傷した兵士を野戦病院から後方へ送る仕事に従事した。太平洋戦争開戦後は軍医として徴兵され、マレー作戦に従軍し、1942年秋まで占領地を移った。
戦後は福岡県大牟田市の三井三池鉱業所病院に勤め、定年退職後に開業医となった。1952年に熊本大学より医学博士号を取得している。1975年には『肥後の子供歳時記』を刊行した。1999年に満89歳で死去した。
没後の2020年に、日中戦争以来の従軍当時を綴った手記「従軍記」が大牟田市の遺族宅に保管されていることが報じられた。

## 著書
- 『肥後の子供歳時記』葦書房、1975年
- 『上田仙太郎伝 : ロシア通の仙骨外交官』葦書房、1985年
- 『小さい庭の四季』葦書房、1990年